# Berekszónémeti
Berekszónémeti (románul: Beregsău Mic, szerbül: Немет) falu Romániában, a Bánságban, Temes megyében.

## Fekvése
Temesvártól nyugatra, az Óbega partján, Papd és Berekszó közt fekvő település.

## Története
Berekszónémeti, Német az 1332. évi pápai tizedjegyzékben a temesi főesperesi kerület plébániái között szerepelt először. A középkorban Temes vármegyéhez tartozott. 1425–1497 között Némethy néven említették az oklevelek. 1494-ben Nagylucsei Ferenc kapta a királytól adományul. 1514-ben, a Dózsa-féle parasztlázadás alatt a lázadók az egész helységet elpusztították. 1520-ban II. Lajos király a falut Bolyka Bálintnak adományozta. 
A török hódoltság alatt, Kaliszik ipeki patriarcha, Temesvárra való utazásakor, Berekszónémetiben állította ki 1710. május 31-én azt az oklevelet, amellyel a karlócai érsekség felállítását elismerte. A falu a török hódoltság alatt nem pusztult el, 1723–1725 között a gróf Mercy térképén, a temesvári kerületben, a lakott helységek között volt feltüntetve. 1788-ban a falu birtokosa a Damaszkin család volt. 1838-ban is  e család egyik tagja, Damaszkin Simson volt itt a birtokos. Az 1880-as években a család itteni birtokait báró Csávossy Gyula és Mucsalov Szima vették meg. A 20. század elején pedig Csávossy Gyula örököseinek, Mucsalov Ivánnak, továbbá Radulov Vlasztimirnek és Braniszlavnak volt itt nagyobb birtoka. Az itteni nemesi kúriát Damaszkin István építtette 1788-ban.

## Nevezetességek
- Görögkeleti szerb temploma 1855–1860 között épült.